# اوکسرید
اوکسرید (به سوئدی: Öxeryd) یک منطقهٔ مسکونی در سوئد است که در بخش لیروم واقع شده‌است. اوکسرید ۰٫۸۷ کیلومتر مربع مساحت و ۴۹۱ نفر جمعیت دارد.